# Marvin Camel
Marvin Camel (* 24. Dezember 1951 in Ronan, Montana) ist ein ehemaliger US-amerikanischer Profiboxer. Er wurde 1980 der erste Weltmeister im Cruisergewicht und 1983 erster zweifacher Weltmeister dieser Gewichtsklasse. Darüber hinaus ist er der bisher einzige Weltmeister aus dem Bundesstaat Montana und erster Weltmeister aus der Volksgruppe der Native Americans.

## Biographie
Camel stammt aus der Flathead Reservation und begann 1973 mit dem Profiboxen. Trainiert wurde er unter anderem von Eddie Futch. Bis 1979 erkämpfte er eine Bilanz von 35 Siegen, zwei Niederlagen sowie einem Unentschieden und war Nordamerikanischer Meister der NABF im Cruisergewicht. Diese Gewichtsklasse war 1979 von der WBC eingeführt worden, um den Gewichtsunterschied zwischen Halbschwergewicht und Schwergewicht zu überbrücken. Die anderen bedeutenden Boxverbände führten die Gewichtsklasse anschließend ebenfalls ein. Sein NABF-Titelgewinn war der erste in dieser Gewichtsklasse.
Der erste Weltmeisterschaftskampf im Cruisergewicht wurde von der WBC am 8. Dezember 1979 im kroatischen Split veranstaltet. Aus acht Boxern waren Marvin Camel und der Jugoslawe Mate Parlov ausgewählt worden, um den Titel zu kämpfen. Parlov war bereits als Amateur-Weltmeister und Olympiasieger, ehe er als Profi auch Europameister und 1978 WBC-Weltmeister im Halbschwergewicht geworden war. Der Kampf zwischen Camel und Parlov endete nach 15 Runden mit einem Unentschieden, wobei einer der drei Punktrichter den Kampf 147:142 für Camel gewertet hatte. Daraufhin kam es zum Rückkampf am 31. März 1980 in Las Vegas, wobei diesmal Camel nach 15 Runden zum einstimmigen Sieger nach Punkten erklärt wurde. Er verlor den Titel jedoch bereits am 25. November 1980 in New Orleans knapp nach Punkten an Carlos De León. Auch im Rückkampf am 24. Februar 1982 in Atlantic City musste er eine Niederlage hinnehmen.
Am 13. Dezember 1983 gewann er in Halifax den ersten Cruisergewichts-WM-Titel der IBF durch einen t.K.o.-Sieg in der fünften Runde gegen den Kanadier Roddy MacDonald. Doch auch diesmal verlor er den Gürtel in der ersten Titelverteidigung am 6. Oktober 1984 an Lee Roy Murphy. Nach einer Reihe von Niederlagen, unter anderem gegen Virgil Hill und Ralf Rocchigiani, beendete er seine Boxkarriere 1990.
Er lebt mit seiner Frau in Tavares bei Orlando, Florida, und wurde 2006 von WBC-Präsident José Sulaimán zum Ehrenweltmeister ernannt.